# Desmozom

Desmozom (schéma)

Desmozom či také macula adherens je typ buněčného spoje, pro nějž je charakteristická přítomnost tzv. intermediárních filament. Tato filamenta (která mohou být různé chemické struktury, např. keratinová či desminová) se napojují zvnějšku, zatímco na povrchu obou membrán se nachází různé proteiny sloužící jako kotva (plakoglobin, dezmoplakin) a v prostoru mezi membránami obou spojených buněk jsou přítomny různé kadheriny (např. dezmoglein, dezmokolin), které drží obě membrány pohromadě.
Při chorobě zvané pemfigus si tělo vytváří protilátky proti svým vlastním kadherinům. Tyto protilátky se vážou na dezmozomy a ničí je. Následkem je např. narušení tkáně pokožky, která totiž obsahuje keratinové dezmozomy, čímž dochází k opuchnutí kůže a narušení integrity tkáně.